# Peperomia cueroensis
Peperomia cueroensis är en pepparväxtart som beskrevs av Nathaniel Lord Britton. Peperomia cueroensis ingår i släktet peperomior, och familjen pepparväxter. Inga underarter finns listade i Catalogue of Life.